# وزارت توسعه بین‌المللی
وزارت توسعه بین‌المللی (انگلیسی: Department for International Development) یک وزارتخانه در کشور بریتانیا است.
این وزارتخانه که در سال ۱۹۹۷ تأسیس شده ساختمان مرکزی آن در خیابان وایت‌هال، لندن قرار دارد.